# Notophysis lucanoides
Notophysis lucanoides är en skalbaggsart som beskrevs av Audinet-serville 1832. Notophysis lucanoides ingår i släktet Notophysis och familjen långhorningar.
Artens utbredningsområde är:
- Angola.
- Ghana.

Inga underarter finns listade i Catalogue of Life.